# Quintus Clodius Hermogenianus Olybrius
Quintus Clodius Hermogenianus Olybrius était un homme politique romain de la fin du IVe siècle. Il est désigné consul en 378. 

## Biographie

### Origine et caractère
Quintus Clodius Hermogenianus est le fils de Clodius Celsinus Adelphius et de la poétesse chrétienne Faltonia Betitia Proba. Son frère est Faltonius Probus Alypius. 
Olybrius a pour épouse Tyrrania Anicia Iuliana. Leur fille, Anicia Faltonia Proba, épouse de Petronius Probus.
Olybrius est de religion chrétienne. Ammien Marcellin le décrit comme un « esprit bienveillant par essence [qui] apportait le plus grand soin à ne blesser qui que ce fût par ses actes ou ses paroles », et comme un administrateur habile et intègre peu accessible à la calomnie et qui « rogna de son mieux les ongles au fisc ». Ammien lui reconnait comme « seul défaut » une dissipation dans son intérieur, un goût des spectacles et du plaisir des sens n'allant pas « toutefois jusque dans les jouissances monstrueuses ou illégitimes ».

### Carrière
Olybrius commence sa carrière comme consulaire de Campanie avant 361, une fonction habituellement confiée à de jeunes aristocrates au début de leur carrière. Il devient après cette date proconsul d'Afrique.
Entre 369 et 370, il exerce la charge de préfet de la Ville de Rome. Ammien Marcellin écrit dans ses Res Gestae que la préfecture d'Olybrius fut « douce et tranquille ». 
Durant sa préfecture, Olybrius reçoit une plainte pour empoisonnement déposée par Chilon, ex-lieutenant d'Afrique, et par sa femme Maxima contre le luthier Séricus, le maître d'escrime Asbolius et l'haruspice Campensis. Olybrius fait arrêter les prévenus mais, en raison d'une maladie, laisse à son vice-préfet Maximinus le soin de diriger l'enquête. 
En 378, Olybrius est nommé préfet du prétoire d'Illyrie, une région ravagée depuis deux ans par la guerre des Goths, où l'empereur romain d'Occident Gratien mène campagne à partir de l'été. Après la mort de l'empereur d'Orient Valens lors de la bataille d'Andrinople, il est nommé préfet du prétoire d'Orient. Olybrius est désigné consul par l'empereur Gratien à Sirmium pour l'année 379, en même temps qu'Ausone qui se trouve quant à lui à Trèves.
Olybrius est encore en vie en 384 lors de la controverse de l'autel de la victoire à Milan. Il serait mort avant 395, à en croire le panégyrique d'Olibrius et Probinus du poète Claudien, dédié aux petits-fils d'Olybrius, Anicius Hermogenianus Olybrius et Anicius Probinus, à l'occasion de leur élection au consulat en 395. Ce poème évoque en effet le souvenir d'Olybrius au même titre que celui de son gendre, Petronius Probus, le père des deux consuls, mort dans les années 390,. 